# 小行星8369
小行星8369（英語：8369）是一颗围绕太阳公转的小行星。1991年4月8日，埃莉諾·赫琳在帕洛马山发现了此天体。
这颗小行星的绝对星等为0.86255等。